# 말리크 카푸르
타지 알딘 이즈 알다울라라고도 알려진 말리크 카푸르(1316년 2월 사망)는 델리 술탄국의 통치자 알라웃딘 할지의 저명한 휘하 장군이었다. 그는 1299년 구자라트 침공 당시 알라웃딘의 장군 누스라트 칸에게 생포된 후 1300년대에 명성을 떨쳤다.
카푸르는 알라웃딘의 군대 사령관이 되었고 1306년에 몽골 침략자들을 물리쳤다. 그 후 그는 남인도에서 야다바(1308), 카카티야(1310), 호이살라(1311), 판디아(1311)를 상대로 일련의 원정을 이끌었다. 이 원정에서 그는 델리 술탄국을 위해 많은 보물과 코끼리와 말을 가져왔다.
1313년부터 1315년까지 카푸르는 알라웃딘의 데바기리 총독으로 재직했다. 1315년 알라웃딘이 중병에 걸렸을 때 카푸르는 델리로 소환되어 나이브(총독)으로서 권력을 행사했다. 알라웃딘이 죽은 후 그는 알라웃딘의 작은 아들인 시하부딘 오마를 꼭두각시 군주로 임명하여 권력을 찬탈하려 했다. 카푸르의 섭정은 그가 알라웃딘의 전 경호원에게 암살당하기 전까지 약 한 달간 지속되었다. 알라웃딘의 장남인 무바라크 샤가 그의 뒤를 이어 섭정을 맡았고, 얼마 지나지 않아 권력을 찬탈했다.

## 대중 문화
2018년 볼리우드 영화 파드마바트에서 말리크 카푸르는 Jim Sarbh에 의해 묘사되었다.

## 참고 문헌
- Abraham Eraly (2015). 《The Age of Wrath: A History of the Delhi Sultanate》. Penguin Books. 178쪽. ISBN 978-93-5118-658-8.
- Banarsi Prasad Saksena (1992) [1970]. 〈The Khaljis: Alauddin Khalji〉.   Mohammad Habib and Khaliq Ahmad Nizami. 《A Comprehensive History of India: The Delhi Sultanat (A.D. 1206-1526)》 5 Seco판. The Indian History Congress / People's Publishing House. OCLC 31870180.
- Carole Boyce Davies (2007). 《Encyclopedia of the African diaspora: origins, experiences, and culture》. ABC-CLIO. ISBN 978-1-85109-700-5.
- Hermann Kulke; Dietmar Rothermund (1998). 《A History of India》. Psychology Press. ISBN 978-0-415-15482-6.
- I. H. Siddiqui (1980).  C. E. Bosworth; E. van Donzel; Charles Pellat, 편집. 《The Encyclopaedia of Islam》. Supplement New판. Leiden: E. J. Brill. ISBN 90-04-06167-3.
- Iqtidar Alam Khan (2008). 《Historical Dictionary of Medieval India》. Scarecrow. ISBN 9780810864016.
- Kishori Saran Lal (1950). 《History of the Khaljis (1290-1320)》. Allahabad: The Indian Press. OCLC 685167335.
- Peter Jackson (2003). 《The Delhi Sultanate: A Political and Military History》. Cambridge University Press. ISBN 978-0-521-54329-3.
- R. Vanita; S. Kidwai (2000). 《Same-Sex Love in India: Readings in Indian Literature》. Springer. ISBN 978-1-137-05480-7.
- Romila Thapar (1990). 《A History of India》. Penguin Books. ISBN 978-0-14-194976-5.
- S. Digby (1990). 〈Kāfūr, Malik〉.   E. Van Donzel; B. Lewis; Charles Pellat. 《Encyclopaedia of Islam》 2판. Vol. 4, Iran–Kha: Brill. 419쪽. ISBN 90-04-05745-5.
- S. R. Bakshi; Suresh K. Sharma, 편집. (1995). 《Delhi through ages》 1. Anmol. ISBN 978-81-7488-138-0.
- Shanti Sadiq Ali (1996). 《The African Dispersal in the Deccan: From Medieval to Modern Times》. Orient Blackswan. ISBN 978-81-250-0485-1.
- Wendy Doniger (2009). 《The Hindus: An Alternative History》. Penguin. ISBN 978-1-101-02870-4.